# Ramón Ignacio Fernández
Ramón Ignacio Fernández (Formosa, 3 de dezembro de 1984) é um futebolista argentino. Atualmente joga na O'Higgins como meia.

## Carreira
Começou nas categorias de base do Estudiantes. Estreou profissionalmente em 2005 e começou a rodar por equipes argentinas de menor expressão. Em 2008, foi para a Europa, mais especificadamente na Croácia, onde jogou pelo Rijeka.
Acertou com a Unión La Calera em 2011, onde teve uma excelente temporada e definitivamente se consolidou na posição de meia sendo um dos melhores do Campeonato Chileno.

### O'Higgins
Fernández fechou com o O'Higgins em 30 de dezembro de 2011. Ele fez sua estréia em uma partida oficial em 27 de janeiro de 2012 contra Deportes Antofagasta, na qual ele marcou seu primeiro gol para a equipe celeste.

### Universidad de Chile
Suas grandes atuações o levou a ser comprado pela Universidad de Chile por 1.600.000 US$.

## Estatísticas
Até 22 de fevereiro de 2013.

### Clubes
| Clube                | Temporada         | Campeonato nacional | Campeonato nacional | Copa nacional[a] | Copa nacional[a] | Competições continentais[b] | Competições continentais[b] | Outros torneios[c] | Outros torneios[c] | Total | Total |
| Clube                | Temporada         | Jogos               | Gols                | Jogos            | Gols             | Jogos                       | Gols                        | Jogos              | Gols               | Jogos | Gols  |
| -------------------- | ----------------- | ------------------- | ------------------- | ---------------- | ---------------- | --------------------------- | --------------------------- | ------------------ | ------------------ | ----- | ----- |
| Universidad de Chile | 2013              | 0                   | 0                   | 0                | 0                | 0                           | 0                           | 0                  | 0                  | 0     | 0     |
| Universidad de Chile | Total             | 0                   | 0                   | 0                | 0                | 0                           | 0                           | 0                  | 0                  | 0     | 0     |
| Total na carreira    | Total na carreira | 0                   | 0                   | 0                | 0                | 0                           | 0                           | 0                  | 0                  | 0     | 0     |

- a. ^ Jogos da Copa Chile
- b. ^ Jogos da Copa Libertadores e Copa Sul-Americana
- c. ^ Jogos do Jogo amistoso

## Títulos
Estudiantes
- Primera División Argentina (Torneo Apertura): 2010